# Симфоничен блек метъл
Симфоничният блек метъл е поджанр на блек метъла.
Оформя се от средата до края на 1990-те години. Жанрът е специфичен със своите симфонични и оркестрови елементи.

## Групи
Abigail Williams, ...And Oceans, Anorexia Nervosa, Bal-Sagoth, Carpathian Forest, Ceremonial Castings, Chthonic, Cradle of Filth, Darzamat, Diabolical Masquerade, Диму Боргир (Dimmu Borgir), Dragonlord, Emperor, Equilibrium, Graveworm, Hecate Enthroned, Limbonic Art, Opera IX, Shade Empire, Stormlord, Тиамат (Tiamat), Twilight Ophera, Vaakevandring, Vesania, и др.